# Constitución griega de 1864
La Constitución griega de 1864 (en griego moderno: Σύνταγμα της Ελλάδος του 1864) fue promulgada en el Reino de Grecia por el rey Jorge I. 

## Antecedentes

### Constitución de 1844
La Constitución griega de 1844 (en griego moderno: Σύνταγμα της Ελλάδος του 1844) fue la primera constitución en entrar en vigor en el Reino de Grecia. Sin embargo, esta no fue la primera en ser promulgada por los griegos, pues con anterioridad ya se habían promulgado varias constituciones, siendo la última la de 1832, pero estas nunca fueron aplicadas por el rey Otón I o su consejo de regencia.
Fue creada como consecuencia del golpe de Estado griego de 1843. El principal objetivo de su promulgación fue acabar con el absolutismo dentro del reino. Entró en vigor el 18 de marzo de 1844, instaurando la monarquía constitucional —con parlamento, el senado y el rey a la cabeza— como sistema de gobierno del Estado griego. Esta constitución siguió en vigor hasta 1864, poco después de la destitución de rey, cuando se promulgó una nueva constitución.

### Elección de Jorge I

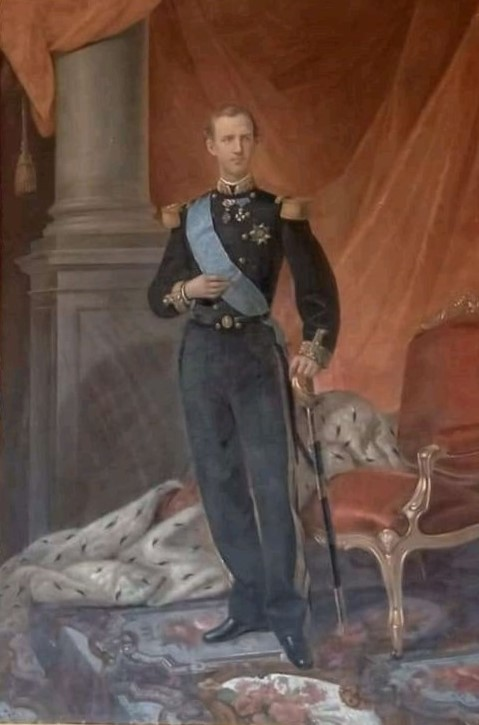
El rey Jorge el día de su coronación.

El despotismo, el desarrollo de la Gran Idea y, sobre todo, la falta de un heredero provocaron un estallido social en el reino en contra del rey (que se encontraba en medio de una gira real por las islas del Egeo) en octubre de 1862. El 23 de ese mes, Otón fue destronado por un gobierno provisional griego. Ante esto, las grandes potencias protectoras de Grecia —el Segundo Imperio francés, el Imperio británico y el Imperio ruso— acordaron con el gobierno provisional dar un nuevo soberano al reino, pero las discrepancias de las potencias al elegir un candidato terminaron propiciando un referéndum en diciembre de 1862. El resultado de este fue la elección del príncipe Alfredo de Sajonia-Coburgo-Gotha, hijo de la reina Victoria del Reino Unido, como el nuevo soberano de Grecia, pero la falta de interés del gobierno británico de enviar al príncipe a gobernar en Atenas y los reproches de los gobiernos francés y ruso, para evitar darle demasiado poder al Reino Unido en el Mediterráneo oriental, impidieron que el príncipe inglés ascendiera al trono heleno.
A finales de marzo de 1863, después de haber varios candidatos fallidos, el Reino Unido propuso al príncipe Guillermo de Dinamarca (hermano de Alejandra de Dinamarca, princesa consorte de Gales y de Dagmar de Dinamarca, futura esposa de Alejandro III de Rusia). El 30 de marzo de 1863 las potencias protectoras y la Asamblea Nacional de Grecia eligieron al joven príncipe Guillermo como futuro rey de los helenos, sin embargo el gobierno danés tardó en aceptar la elección y no fue hasta el 1 de junio cuando fue reconocido oficialmente. El 6 de junio de 1863 una delegación griega encabezada por Constantino Kanaris llegó al Palacio de Christiansborg, en Copenhague, y finalmente Guillermo fue declarado rey de los helenos bajo el nombre de «Jorge I».